# Apače
Apače (nemško Appetstal, Abstall) so naselje v občini Apače. Ležijo v osrednjem delu Apaškega polja, severno od naselja pa reka Mura predstavlja državno mejo z Republiko Avstrijo. Skozi naselje poteka regionalna cesta Šentilj - Gornja Radgona. Naselje leži 25 km severovzhodno od Maribora, 20 km zahodno od Murske Sobote ter 54 km jugovzhodno od avstrijskega mesta Gradec.

## Zgodovina
Kraj je bil prvič pisno omenjen leta 1193 in se je do leta 1220 poimenoval kot Appetstal. Po eni izmed razlag bi lahko prvotno poimenovanje Appetstal izhajalo iz besed »abbatis stalum«, tj. opatji dvorec. Po prvi svetovni vojni se kraj imenuje Apače. Današnji zahodni del Apač je v preteklosti sestavljalo lastno zaselje z imenom Hauptmannsdorf. Danes naselje zajema tudi področje omenjenega zaselka. Cerkev Marijinega vnebovzetja, ki je umeščena v središče  naselja, je bila zgrajena leta 1440.
Območje Apaškega polja ima kar nekaj prelomnih dogodkov v svoji zgodovini, ki so pustile trajne posledice za naslednje tukaj živeče generacije. Do začetka prve svetovne vojne je območje Apaškega polja pripadalo Avstro-Ogrski. Po prvi svetovni vojni je bilo Apaško polje na podlagi Senžermenske mirovne pogodbe iz leta 1919 dodeljeno Kraljevini SHS, ko je bila sredinska črta reke Mure določena kot državna meja z Republiko Avstrijo.
Za območje Apač je bila v tem času določena tudi demarkacijska črta kot nevtralni pas. Za potovanje oseb v mesto Radgona iz t.i. nevtralnega območja je bilo potrebno pridobiti nemško izkaznico ter jo ob odhodu iz Radgone potrditi pri vladnem komisarju. Avstrijska stran je med prebivalci večinoma nemškega porekla lobirala za priključitev tega območja k Republiki Avstriji. Predvsem je bil dejaven radgonski podžupan dr. Kamnikar.

## Značilnosti pogovornega jezika
Apaško polje je bilo v svoji zgodovini vseskozi poseljeno z večinoma nemškim prebivalstvom, t.i. apaškimi Nemci, zato je bil pogovorni jezik na obravnavanem območju večinoma nemški. Govore na tem območju slovenska dialektologija uvršča med slovenskogoriško narečje. Le-to se uporablja v obrobnih krajih v Slovenskih goricah. Med prisotnimi govori se pojavljajo interference med slovenskogoriškim narečjem, slovenskim knjižnim jezikom, nemškim jezikom ter narečji tukaj živečih t.i. kolonistov.

## Ljudje, povezani z Apačami
- Anton Semlitsch, čebelarski strokovnjak
- Josef Matl, filolog
- Kanut Graf des Enffans d'Avernas, misijonar